# ریور لاوتر
ریور لاوتر (به انگلیسی: River Lowther) رودخانه‌ای است که در انگلستان جریان دارد.